# Scavenging
Unter Scavenging (dt. ausräumen) versteht man die Betriebsweise eines Hubkolbenmotors, bei der sich die Öffnungszeiten von Einlass- und Auslassventil teilweise überschneiden. Dadurch spült ein Teil der angesaugten kalten Frischluft das im Zylinder befindliche heiße Abgas in den Abgaskrümmer, wodurch sich die Füllung im Vergleich zum konventionellen Betrieb wesentlich verbessert.
Durch den erhöhten Massenstrom im Abgasstrang verbessert sich das Ansprechverhalten des Turboladers insbesondere bei niedrigen Drehzahlen. Scavenging trägt also dazu bei, das so genannte „Turboloch“ zu verringern.

## Voraussetzungen
Voraussetzung für die Ausnutzung des Scavenging-Effektes sind variable Ventilsteuerzeiten, Benzindirekteinspritzung und hochtemperaturfeste Materialien für Abgaskrümmer und Turbolader.
Variable Steuerzeiten sind notwendig, da der Scavenging-Effekt nur bei niedrigen Motordrehzahlen erwünscht ist. Bei höheren Drehzahlen reicht die Abgasmenge auch ohne diesen Effekt aus, den Turbolader auf die gewünschte Drehzahl zu bringen. Die variablen Steuerzeiten werden durch Nockenphasenversteller erreicht, die die Überschneidung der Steuerzeiten mit zunehmender Drehzahl reduzieren. Sie werden durch die Motorelektronik gesteuert.
Die Direkteinspritzung sorgt dafür, dass das Frischgas bei Eintritt in den Zylinder noch nicht mit Treibstoff vermischt ist, wie das bei Vergasermotoren oder Motoren mit Saugrohreinspritzung der Fall wäre. Dadurch kommt es nicht zu unerwünschten Spülverlusten, also dem Überströmen unverbrannten Benzins in den Abgaskrümmer.

## Effekte
Das Scavenging bewirkt zwei erwünschte Effekte: Die Erhöhung der Turboladerdrehzahl (durch die steigende Abgasenthalpie) bei niedriger Motorendrehzahl führt zu höherem Ladedruck und damit zu besserer Füllung der Zylinder mit Frischgas. Gleichzeitig wird durch die verbesserte Innenkühlung die Klopfneigung gesenkt, sodass ein früherer Zündwinkel (Benziner) bzw. Einspritzwinkel (Diesel) verwendet werden kann. Dies erhöht die Effektivität der Verbrennung und damit das Drehmoment und die Leistung des Motors. Dadurch ist es auch bei Downsizing-Ottomotoren möglich, aus niedrigen Drehzahlen ein gutes Beschleunigungsverhalten zu erreichen.
Durch die Luftpulse wird die Abgasnachbehandlung erschwert. Wenn die Spülluftmenge groß ist, kann nicht die entsprechende Kraftstoffmenge für den abgasoptimalen Lambda=1-Betrieb eingespritzt werden, es kann zu erhöhten NOx-Emissionen kommen.

## Bedeutung im englischen Sprachraum
Im Englischen hat Scavenging eine weitere, ursprüngliche Bedeutung in der Motorentechnik: Es bezeichnet den Gaswechsel im Zylinder eines Verbrennungsmotors allgemein, insbesondere die Spülung eines Zweitaktmotors mit Frischgas.